# Felix Steiner
Felix Martin Julius Steiner (ur. 23 maja 1896 w Stallupönen, zm. 12 maja 1966 w Monachium) – niemiecki wojskowy, bojówkarz i pisarz, SS-Obergruppenführer, generał Waffen-SS, dowódca 5 Dywizji Pancernej SS, III Korpusu Pancernego SS, 11 Armii Pancernej SS i Grupy Armii „Steiner”, członek HIAG. Uczestnik I i II wojny światowej oraz rewolucji listopadowej.

## Życiorys
W marcu 1914 roku zaciągnął się do armii pruskiej jako kadet. W listopadzie 1914 został ciężko ranny, w 1915 otrzymał awans na podporucznika. Walczył na froncie wschodnim i zachodnim, w październiku 1918 roku awansował na porucznika. Po zakończeniu wojny wstąpił do wschodniopruskiego Freikorpsu. W 1921 roku powrócił do Reichswehery, gdzie pozostał do 1933 roku, kończąc karierę w stopniu kapitana.
W 1935 roku został członkiem SS-Verfügungstruppe, będącej prekursorem Waffen-SS. W 1936 uzyskał stopień SS-Standartenführera.
Podczas kampanii wrześniowej dowodził pułkiem SS „Deutschland” (w składzie Dywizji Pancernej „Kempf”), walczył m.in. pod Mławą i Modlinem; później na tym samym stanowisku brał udział w kampanii francuskiej 1940 roku. Za zasługi podczas zdobywania wyspy Walcheren w Holandii został w sierpniu 1940 roku odznaczony Krzyżem Rycerskim.
W listopadzie 1940 awansowany na SS-Brigadeführera i generała majora Waffen-SS, a wkrótce później Himmler powierzył mu stworzenie i dowodzenie ochotniczą Dywizją SS „Wiking”. Za sukcesy w dowodzeniu dywizją, w styczniu 1942 roku awansowany na SS-Gruppenführera, a w grudniu tego samego roku odznaczony Liśćmi Dębu do Krzyża Rycerskiego. W 1943 został dowódcą III Germańskiego Korpusu Pancernego SS. W lipcu 1943 awansował do stopnia SS-Obergruppenführera i generała Waffen-SS. Za dowodzenie korpusem został w sierpniu 1944 odznaczony Mieczami do Krzyża Rycerskiego. W październiku 1944 ciężko zachorował na żółtaczkę, a po wyzdrowieniu, 28 stycznia 1945 roku objął dowodzenie 11 Armii Pancernej SS, która była częścią Grupy Armii Wisła.
W końcu kwietnia został mianowany przez Hitlera na dowódcę Grupy Armii Steiner i otrzymał rozkaz przyjścia na odsiecz okrążonemu Berlinowi. Wobec braku praktycznych możliwości wykonania rozkazu, odmówił jego wykonania i 27 kwietnia został zwolniony z dowodzenia. 3 maja 1945 dostał się do niewoli amerykańskiej.
Podczas procesów norymberskich został oczyszczony z zarzutów zbrodni wojennych i zwolniony z więzienia w 1948 roku. Po wojnie działał w HIAG, organizacji byłych członków Waffen-SS. Napisał też kilka książek dotyczących II wojny światowej m.in. Die Freiwilligen: Idee und Opfergang, oraz własne wspomnienia i powieści. Publikował je w należącym do nurtu skrajnej prawicy wydawnictwie Plesse-Verlag związanym z neonazistowską DRP gloryfikując w nich Waffen-SS jako patriotyczną organizację ochotniczą, podobną do Korpusu Lützowa.

## Odznaczenia
- Czarna Odznaka za Rany (Cesarstwo Niemieckie)[3]
- Krzyż Żelazny II Klasy (9 października 1914)[3]
- Krzyż Żelazny I Klasy (3 listopada 1917)[3]
- Krzyż Honorowy dla Walczących na Froncie[3]
- Okucie Ponownego Nadania Krzyża Żelaznego II Klasy (17 września 1939)[3]
- Okucie Ponownego Nadania Krzyża Żelaznego I Klasy (26 września 1939)[3]
- Krzyż Rycerski Krzyża Żelaznego (15 sierpnia 1940)[3]
  - Liście Dębu (23 grudnia 1942)[3]
  - Liście Dębu z Mieczami (10 sierpnia 1944)[3]
- Złoty Krzyż Niemiecki (22 kwietnia 1942)[3]
- Medal za Kampanię Zimową na Wschodzie 1941/1942[3]
- Order Krzyża Wolności I Klasy – wojenny (16 czerwca 1942)[3]
- Wspomnienie w Wehrmachtbericht (1 sierpnia 1944)[3]